# Lejanías
Lejanías est une municipalité située dans le département de Meta en Colombie.